# Second Genesis
Second Genesis è un album di Wayne Shorter, pubblicato dalla Vee Jay Records nel 1974. Il disco fu registrato l'11 ottobre 1960 all'"Universal Recording Studios" di Chicago (Illinois).

## Tracce
Lato A
1. Ruby and the Pearl – 5:55 (Jay Livingston, Ray Evans)
2. Pay as You Go – 3:40 (Wayne Shorter)
3. Second Genesis – 4:10 (Wayne Shorter)
4. Mr. Chairman – 3:15 (Wayne Shorter)

Lato B
1. Tenderfoot – 3:26 (Wayne Shorter)
2. The Albatross – 5:23 (Wayne Shorter)
3. Getting to Know You – 4:19 (Richard Rodgers, Oscar Hammerstein II)
4. I Didn't Know What Time It Was – 5:15 (Richard Rodgers, Lorenz Hart)

Edizione CD del 2002, pubblicato dalla JVC Victor Records
1. The Ruby and the Pearl – 5:51 (Ray Evans, Jay Livingston)
2. Pay as You Go – 3:38 (Wayne Shorter)
3. Second Genesis – 4:07 (Wayne Shorter)
4. Mr. Chairman – 3:12 (Wayne Shorter)
5. Tenderfoot – 3:24 (Wayne Shorter)
6. The Albatross – 5:19 (Wayne Shorter)
7. Getting to Know You – 4:15 (Richard Rodgers, Oscar Hammerstein II)
8. I Didn't Know What Time It Was – 5:09 (Richard Rodgers, Lorenz Hart)
9. The Ruby and the Pearl – 7:40 (Ray Evans, Jay Livingston) – Bonus track-take 2
10. Mr. Chairman – 3:17 (Wayne Shorter) – Bonus track-take 3
11. Tenderfoot – 2:50 (Wayne Shorter) – Bonus track-take 1
12. The Albatross – 5:16 (Wayne Shorter) – Bonus track-take 1
13. Getting to Know You – 4:34 (Richard Rodgers, Oscar Hammerstein II) – Bonus track-take 1

## Musicisti
Wayne Shorter Quartet
- Wayne Shorter  - sassofono tenore
- Cedar Walton  - pianoforte
- Bob Cranshaw  - contrabbasso
- Art Blakey  - batteria